# Victory over Japan Day

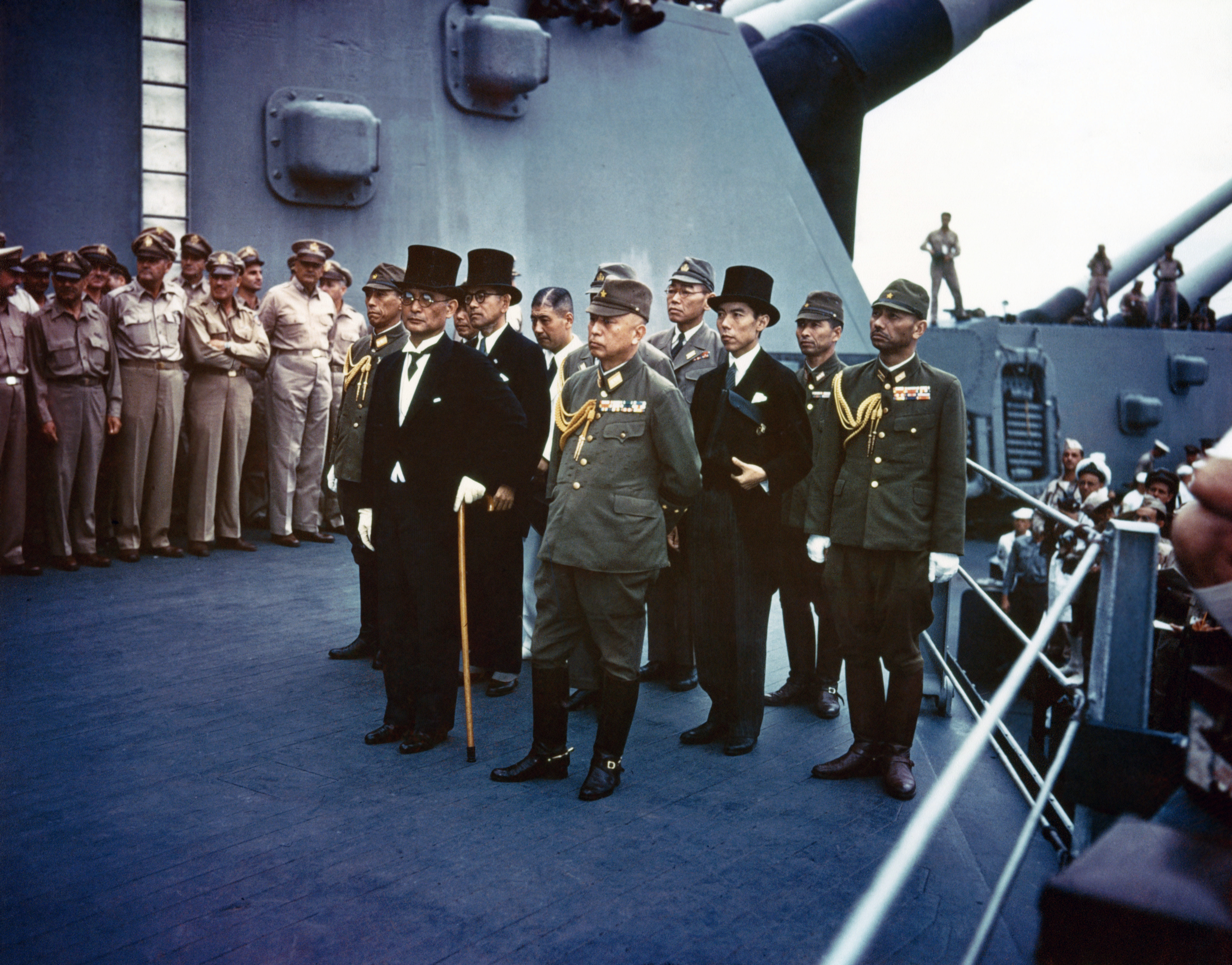
Japanische Delegierte an Bord der USS Missouri zur formalen Unterzeichnung der Kapitulation am 2. September 1945

Victory over Japan Day oder als Abkürzung „V-J Day“ (englisch für Sieg-über-Japan-Tag) steht für den 2. September 1945, den Tag der Unterzeichnung der Kapitulation Japans im Zweiten Weltkrieg, während andernorts die Ankündigung seitens des Kaisers am 14. bzw. 15. August 1945 gefeiert wird. 
Die Sowjetunion hielt ihre während der Konferenz von Jalta gegenüber den westlichen Alliierten eingegangene Verpflichtung ein, drei Monate nach dem Kriegsende in Europa (9. Mai nach Moskau-Zeit) in Fernost eine Offensive gegen Japan und seine Verbündeten zu beginnen. Nach Kriegserklärung am 8. August marschierte die Rote Armee mit über einer Million Soldaten als Operation Auguststurm in die durch Japan annektierte Mandschurei (resp. den Marionettenstaat Mandschukuo) ein und drang in Kürze bis zur japanischen Kolonie Korea (Chōsen) und den Kurilen vor. Auch die Insel Hokkaido war ein Ziel.  
Wenige Tage vorher, am 6. August und erneut am 9. August, hatte die USA eine neuartige Waffe auf japanische Städte abgeworfen, siehe Atombombenabwürfe auf Hiroshima und Nagasaki. Die großen Verwüstungen, die große Zahl der Opfer und die Neuartigkeit dieser Atombombenabwürfe waren weitere wichtige Beweggründe für die Kapitulation Japans.
Am 15. August 1945 um 12:00 Uhr Mittag japanischer Standardzeit sendete daraufhin das japanische Radio die mündliche Ansprache des Kaisers Hirohito an das japanische Volk (Gyokuon-hōsō), dass Japan die Bedingungen der Potsdamer Erklärung akzeptieren werde. Zuvor am selben Tag hatte die japanische Regierung über die Schweizer Botschaft in Washington Präsident Harry S. Truman diese Kapitulation mitgeteilt.
Die formelle Unterzeichnung der Kapitulation fand am 2. September 1945 an Bord des Schlachtschiffs Missouri statt. Damit begann zugleich offiziell die Besatzung Japans durch alliierte Streitkräfte, die bis Ende April 1952 andauerte. Japan verzichtete zuvor im Friedensvertrag von San Francisco auf seine Rolle als imperiale Vormacht in Süd-Ost-Asien, womit der Zweite Weltkrieg im pazifischen Raum (Pazifikkrieg) auch diplomatisch beendet wurde.

## Victory over Japan Day in den USA

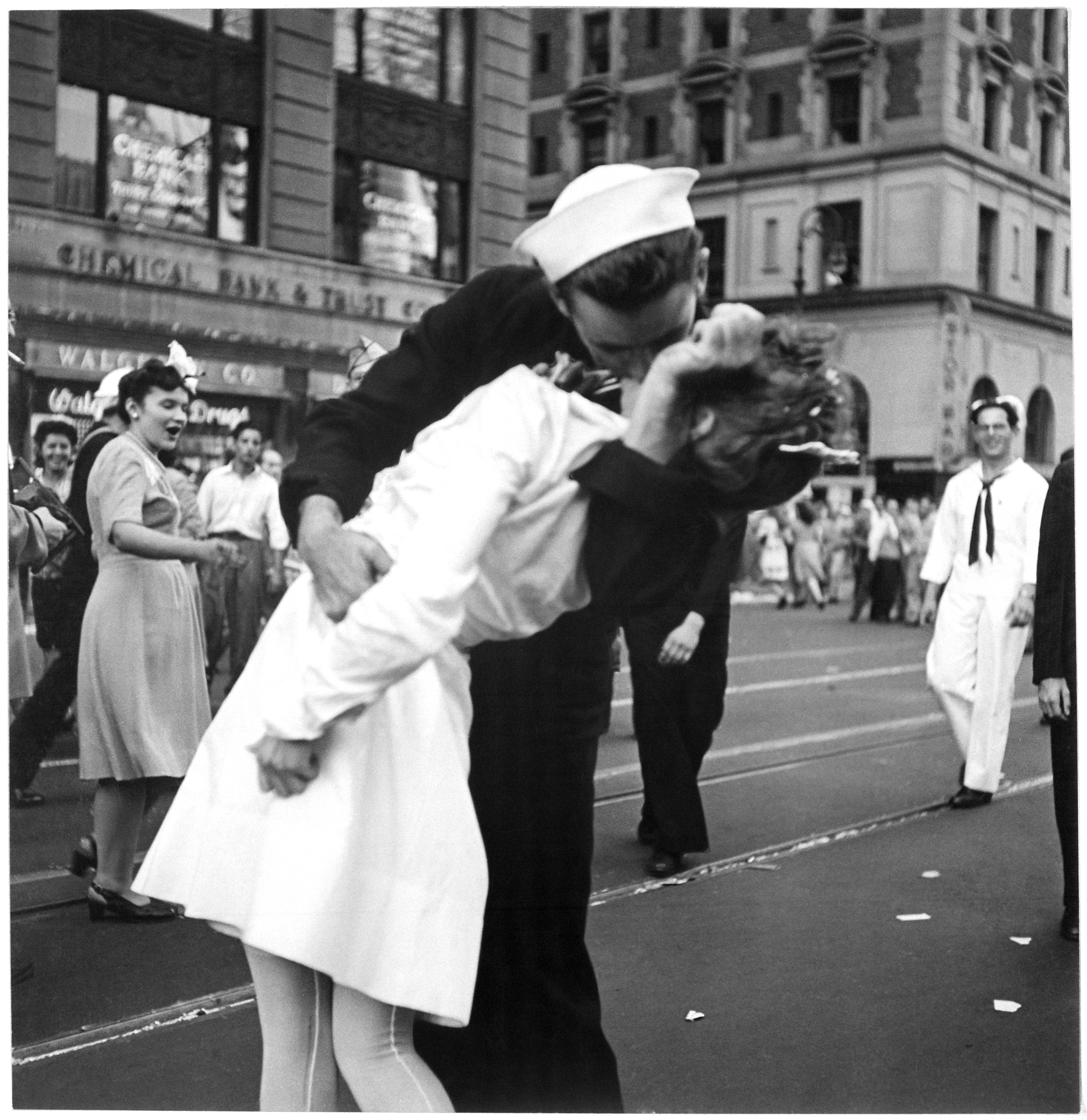
Kissing the War Goodbye von Victor Jorgensen, Times Square, 14. August 1945

In den USA ist der jährliche Gedenktag am 14. August, weil dieser Tag das örtliche Datum zum Zeitpunkt der Kapitulationsnachricht war. Offiziell wird der Feiertag meist als Victory Day bezeichnet, da mit der Niederlage der letzten Achsenmacht das Ende des Zweiten Weltkriegs besiegelt wurde. Das Bild V-J Day in Times Square von Alfred Eisenstaedt, das am 14. August 1945 entstand und einen Matrosen zeigt, der spontan eine Krankenschwester küsst, wurde zu einem der bekanntesten Fotos im Zusammenhang mit dem V-J Day und landesweit zum Symbol der Freude über das Ende des Krieges. Dieselbe Szene wurde auch von dem US-Navy-Fotografen Victor Jorgensen abgelichtet.
Zwischen 1948 und 1975 war dieser Tag in den gesamten USA staatlicher Feiertag.
Dem Providence Journal zufolge, wurde der Feiertag abgeschafft, da man Japan nicht mehr verärgern wollte. Japan hatte sich zu einem wichtigen Verbündeten und einer herausragenden Wirtschaftsmacht entwickelt. 1975 schaffte Arkansas als vorletzter Staat diesen Feiertag ab. Nur noch im US-Staat Rhode Island ist der Victory Day ein staatlicher Feiertag und wird am zweiten Montag im August gefeiert.

## Korea
In beiden Staaten Koreas (Nordkorea und Südkorea) ist der Tag der japanischen Kapitulation ein staatlicher Feiertag und wird als Gwangbokjeol bezeichnet.

## Bezeichnungen für das Kriegsende in Europa
Für das Ende der Kampfhandlungen gegen Deutschland nach dessen bedingungsloser Kapitulation am 8. Mai 1945 wurde in den USA die Bezeichnung Victory in Europe Day geprägt. In anderen Staaten wird dieser Tag entweder als Tag der Befreiung oder am 9. Mai als Tag des Sieges gedacht.